# Bitva u Wandiwaše
Bitva u Wandiwaše byla rozhodující bitvou mezi Francií a Anglií v Indii v rámci sedmileté války, která se odehála 22. ledna 1760. Bitva u Wandiwaše byla součástí bojů o Karnátaku.

## Následky

Mapa Indie z roku 1763

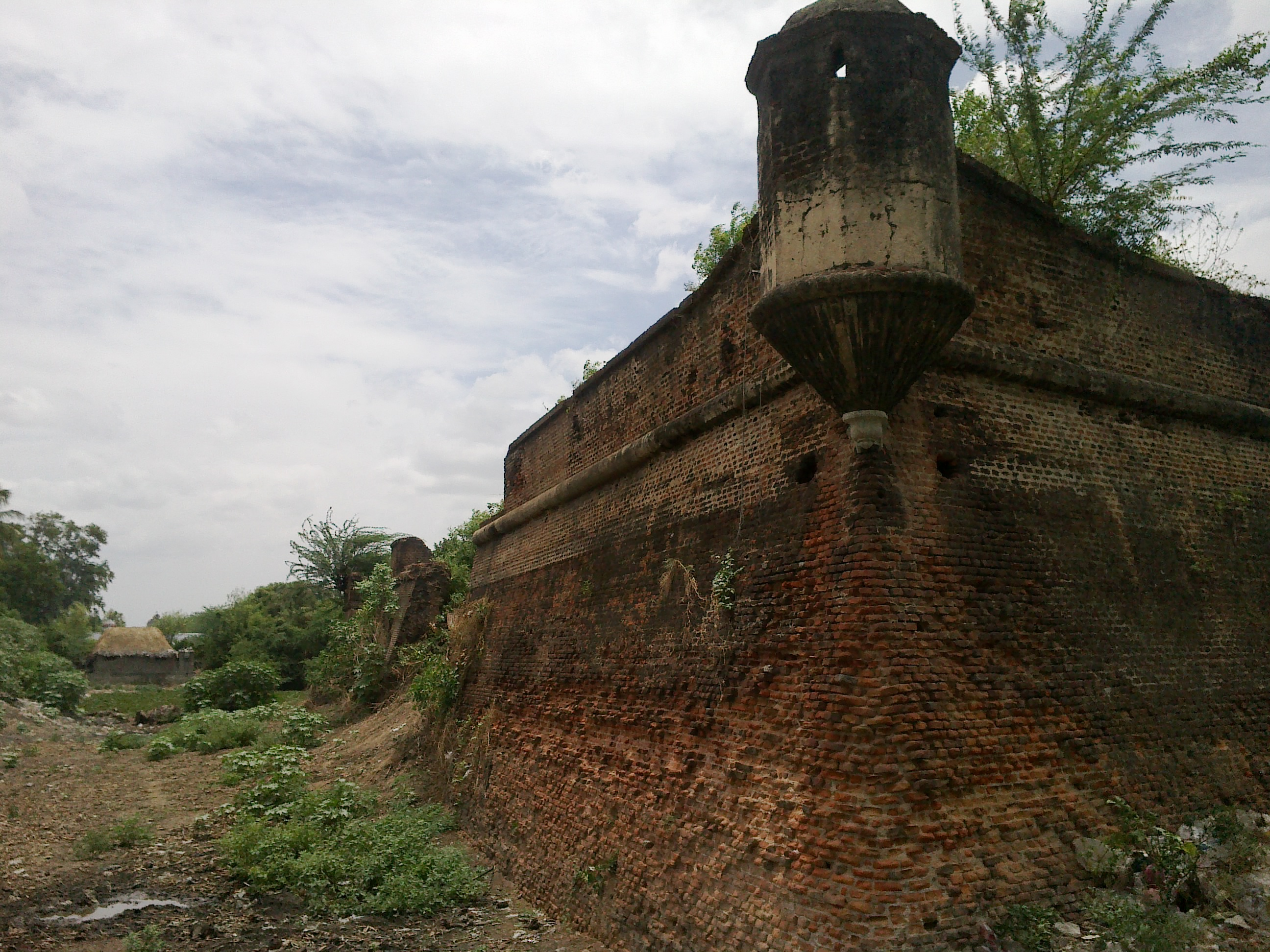
Pevnost Wandiwaš

Francouzský generál hrabě Thomas Arthur de Lally se i přes nedostatečnou námořní podporu a nedostatek finančních prostředků pokusil znovu získat pevnost Wandiwaš (anglicky Vandavasi) ležící v nynějším státě Tamil Nádu. Jeho armádu zde napadl britský generálporučík Sir Eyre Coote a dosáhl rozhodujícího vítězství. Po této porážce se francouzský generál markýz de Bussy-Castelnau stáhl do Pondichéry, kde se 22. ledna 1760 Angličanům vzdal.
Bitva byla částí třetí války o oblast Karnátaka vedenou mezi Francouzi a Brity. Poté, co Britové získali velkou převahu v Bengálsku a Hajdarábádu, byli po nahromadění obrovského finančního výnosu plně připraveni čelit francouzské armádě.
Podle knihy Annals of the Wars of the Eighteenth Century (Války 18. století) z 19. století od autora Eduarda Custa se francouzská armáda skládala ze 300 evropských jezdců, 2250 evropských pěšáků, 1300 pěšáků domorodých (sepoyů), 3000 mužů z Mahrattas a 16 děl, zatímco Angličané nasadili asi 80 evropských jezdců, 250 domorodých jezdců, 1 900 evropských pěšáků, 2 100 sepoyů a 26 kanónů. Vítězstvím u Wandiwašu ovládaly britské síly také Chettupattu (Chetpet), Tirunomalai (Thiruvannaamalai), Tindivanam a Perumukkal.